# El Arte de la Seducción
El Arte de la Seducción (en inglés: The Art of Seduction) es el segundo libro del autor estadounidense Robert Greene. Esta obra analiza el poder social a través de la perspectiva de la seducción, y se convirtió en un éxito de ventas a nivel internacional tras su lanzamiento en 2001.

## Sinopsis
Examina la seducción como una forma de poder social y control. La obra analiza las dinámicas entre seductores y sus objetivos, identificando distintos arquetipos y estrategias que han sido utilizados a lo largo de la historia en diversos contextos, como la política, los negocios y las relaciones personales.
El libro se apoya en ejemplos históricos y literarios para ilustrar cómo la seducción ha sido empleada para influir y manipular a otros. A través de un análisis de estos casos, Greene ofrece una guía sobre los principios y tácticas de la seducción, destacando su aplicación más allá del ámbito romántico.